# Buffalo (NFL)
I Buffalo Bisons sono stati una squadra professionistica di football americano con sede a Buffalo attiva con varie denominazioni tra il 1915 ed il 1929. Col nome di Buffalo All-Americans fu nel 1920 una delle squadre fondatrici della National Football League.

## Storia
Fondati nel 1915 col nome di Buffalo All-Stars, cambiarono la denominazione prima in Niagaras, poi in Prospects e quindi in All-Americans nel 1920 quando divennero una delle squadre fondatrici della National Football League, lega nella quale disputarono tutte le stagioni dalla prima a quella del 1923, anno in cui assunsero la denominazione Bisons con la quale avrebbero disputato le stagioni fino al 1929 con l'esclusione di quella del 1928 per problemi finanziari e di quella del 1926 in cui cambiarono temporaneamente nome in Rangers.